# Kud Wafter
Kud Wafter (яп. クドわふたー Кудо Вафута:) — японский эротический визуальный роман, разработанный компанией Key и изданный Visual Art’s. Выпуск состоялся 25 июня 2010 года для PC-совместимых компьютеров на операционной системы Windows. Key также выпустила версию Kud Wafter без эротического контента, и игра была перенесена на PlayStation Portable и PlayStation Vita. Kud Wafter является восьмой игрой компании Key, среди остальных проектов студии выделяются Kanon, Air и Clannad.
История повествует о школьной жизни ученика Рики Наоэ и его близкой подруге — Кудрявке Номи, а также и о развитии между ними романтических отношений. Игра имеет нелинейный сюжет, поделённый на несколько сценариев, основное внимание в котором уделяется главной героине Кудрявке по прозвищу Куд (яп. クド Кудо). Игра является спин-оффом предыдущей игры Key под названием Little Busters! и её расширенной версии с эротическим контентом под названием Little Busters! Ecstasy. Кудрявка была одной из главных героинь как в оригинальной Little Busters!, так и в Ecstasy. Игра Kud Wafter, сюжет к которой был написан Тикой Сирокири, продолжает историю Кудрявки после событий игры Ecstasy. Как и в случае с Little Busters!, арт-директорами проекта Kud Wafter в паре выступили сотрудники Key Na-Ga и Итару Хиноэ. С момента выпуска игра была признана одним из лидеров продаж компьютерных игр в Японии.
На основе игры художником Бакутэндо была создана манга, начавшая публиковаться в журнале Dengeki G's Magazine в мае 2010 года. В 2020 году компанией J.C.Staff планируется выпуск 40-минутной аниме-адаптации по мотивам игры.

## Игровой процесс

Игровой процесс Kud Wafter. Главный герой разговаривает с Кудрявкой

Kud Wafter — романтический визуальный роман, в котором игрок берёт на себя роль Рики Наоэ. Игровой процесс сведён к минимуму. Большую часть игрового процесс занимает чтение появляющегося на экране текста диалогов и повествования. Сюжет игры нелинеен и предполагает несколько концовок. В зависимости от принятых игроков решений сюжет развивается в определённом направлении. Время от времени игроку предстоит делать выбор из нескольких возможных вариантов. В такие моменты игра приостанавливается до тех пор, пока не будет сделан выбор. Чтобы увидеть сюжет во всей совокупности, игроку необходимо переиграть несколько раз и принимать разные решения для развития сюжета в ином направлении. По ходу игры будут доступны электронные рисунки («CG artwork»), изображающие сцены секса между Рики и Кудрявкой.

## Сюжет и персонажи
История игры Kud Wafter повествует о Рики Наоэ (яп. 直枝 理樹 Наоэ Рики), протагонисте игр Little Busters! и Little Busters! Ecstasy, и о Кудрявке Номи (яп. 能美 クドリャフカ  Но:ми Кудоряфука), одной из главных персонажей тех же игр. В Kud Wafter история Кудрявки была расширена и дополнена. Во время событий Little Busters! между Рики и Кудрявкой начали складываться романтические отношения. События игры Kud Wafter начинаются на летних каникулах после окончания экскурсии, на которую отправились главные герои. Члены группы Little Busters возвратились по домам, а Рики и Кудрявка остались жить в школьных общежитиях. В связи с поломкой водопровода в мужском общежитии начался ремонт, и Рики остался без жилья. Кудрявка, так как у неё нет соседа по комнате, предлагает Рики пожить вместе с ней, пока ремонт не закончится. Рики соглашается. Они стараются держать в тайне пребывание Рики от остальных членов общежития, ведь по правилам в одной комнате нельзя селить мальчика и девочку.
Также в общежитии живёт девушка по имени Юки Химуро (яп. 氷室 憂希 Химуро Ю:ки), которая давно знакома с Кудрявкой и ранее была её соседкой по комнате. Она наполовину японка, на одну четверть немка и на четверть русская. Юки является президентом школьного исследовательского клуба и принимает участие в программе культурного обмена. Она каждый день с увлечением проводит странные исследования и эксперименты, и её считают гением. Глава женского общежития Каната Футаки (яп. 二木 佳奈多  Футаки Каната) — девушка, бывшая одной из главных героинь и в оригинальной Little Busters!. Каната дружит с Кудрявкой, однако обеспокоена её отношениями с Рики. Каната заняла место главы общежития, заменив ученицу третьего класса «А-тян» (яп. あーちゃん). С тех пор, как та покинула должность главы общежития, правила общежития несколько смягчились. Но несмотря на это, А-тян поддерживает Канату. Она — президент экономического клуба, членом которого является и Кудрявка, к тому же ей нравятся странные и интересные вещи.
Девушка по имени Сина Аридзуки (яп. 有月 椎菜 Аридзуки Си:на ), стремящаяся выиграть соревнования по запуску водяной ракеты, познакомилась с Кудрявкой и Рики, пока искала подходящую пластиковую бутылку. Сина — открытая и энергичная девушка, не проявляющая никаких признаков скромности даже по отношению к незнакомцам. У неё есть домашняя собака породы вельш-корги по кличке Осуми. Она мечтает стать астронавтом, однако её семья против этого. Её мать пишет книги. У Сины есть старшая сестра Уй Аридзуки (яп. 有月 初 Аридзуки Уй), ученица второго класса средней школы, живущая в общежитии несмотря на близость её дома к школе. Уй — реалистка, не верящая в то, что мечта может сбыться. Она довольно бережливо относится к собственным деньгам и подрабатывает в ресторане своей семьи. Уй раньше играла в лакросс, но из-за травмы прекратила.

## Разработка и выпуск
После выпуска в 2008 году игры Little Busters! Ecstasy компания Key решила создать спин-офф этой игры, основное внимание в котором будет уделено Кудрявке Номи. Проектирование возглавил Кай, ранее принимавший участие в создании сценария к игре Clannad, вышедшей в 2004 году. Тика Сирокири присоединился к проекту после работы над игрой Little Busters!, где он создал сценарий Кудрявки. Художники Na-Ga и Итару Хиноэ, ранее выступившие арт-директорами и дизайнерами персонажей для игры Little Busters!, приняли участие и в создании Kud Wafter. Дзюнъити Симидзу занимался созданием музыки к игре, а процесс создания контролировал Дзюн Маэда.
Игра Kud Wafter была выпущена в Японии 25 июня 2010 года на DVD-диске ограниченным тиражом для персональных компьютеров. В комплекте с игрой поставлялись оригинальный саундтрек визуального романа и демоверсия игры Rewrite. В апреле 2010 года президент компании Visual Art's Такахиро Баба в своём Твиттере заявил, что первоначальный тираж игры Kud Wafter составит 100 000 копий. Для рекламирования Kud Wafter компания Good Smile Company приобрела машину Honda Jazz, принадлежавшую Синдзи Орито, и создала из неё итасю (машину, раскрашенную изображениями аниме-персонажей) с изображением Кудрявки. Эта машина ездила по территории Японии в период с 19 апреля по 26 июня 2010 года. 25 июня 2010 года машина была выставлена на онлайн-аукцион Yahoo! и продана за 1 699 000 иен, хотя начальная цена составляла всего 1 иену.

## Адаптации

### Печатные издания
Манга под названием Kud Wafter, проиллюстрированная мангакой Бакутэндо, начала публиковаться в журнале Dengeki G's Magazine издательства ASCII Media Works в мае 2010 года. Первый танкобон манги был выпущен 26 февраля 2011 года, а по состоянию на 27 апреля 2012 года вышло три танкобона. Антология манги Kud Wafter Comic Anthology в двух томах была выпущена издательством Ichijinsha в период с августа по октябрь 2010 года. Антология манги-ёнкомы под названием Kud Wafter 4-koma Maximum была выпущена компанией Wedge Holdings в сентябре 2010 года. Компания Harvest опубликовала издание Kud Wafter Anthology Comic в ноябре 2010 года. Ещё одна антология манги Kud Wafter одним томом была выпущена Earth Star Comics line в декабре 2010 года. В сентябре 2010 года компания Paradigm выпустила антологию романов под заглавием Kud Wafter Anthology: It’s Kud Wafter!. Harvest в ноябре 2010 года опубликовала антологию Kud Wafter Anthology Novel. 10 марта 2011 года издательство ASCII Media Works опубликовало арт-бук White Fairy: Kudryavka Noumi Photo Album (яп. White Fairy―能美クドリャフカ写真集).

### Аниме
VisualArt’s объявила о создании в январе 2017 года комитета по работе над возможного выпуска аниме-адаптации игры. 18 июля 2017 года VisualAr’s запустила краудфандинговую кампанию для финансирования создания аниме-адаптации, и компанией было собрано 30 миллионов иен за три дня. Вскоре компания достигла конечной цели в размере 60 миллионов иен, которые будут потрачены на создание 20-минутного аниме, премьера которого была запланирована на четвёртый квартал 2019 года. Режиссёром изначально являлся Ёсики Ямакава из J.C.Staff, а Key будет следить за ходом работы. Музыкальная тема аниме называется «Light a Way», созданная музыкантом Suzuyu. Позже было объявлено о переносе выхода на 2020 год, а также смене режиссёра проекта на Кэнтаро Судзуки.

## Музыкальное сопровождение
В визуальном романе присутствуют две основные песни: открывающая тема One’s Future (исполнитель — Мияко Судзута, сэйю Кудрявки) и закрывающая композиция Hoshikuzu (яп. 星屑 Хосикудзу, рус. «Звёздная пыль») (исполнитель — Харука Симоцуки). Во время игры звучит песня Hoshimoriuta (яп. 星守歌), также исполненная Судзутой. Сингл One’s Future был выпущен 23 апреля 2010 года. Оригинальный саундтрек игры Kud Wafter вышел 25 июня 2010 года, в день релиза самой игры. Он содержал в общей сложности 24 музыкальных трека: 20 мелодий фоновой музыки, акапелльную версию песни Hoshimoriuta, ремикс песни One’s Future и оригинальные версии песен Hoshikuzu и Hoshimoriuta. Альбом с 10-ю треками из игры под названием Albina: Assorted Kudwaf Songs 29 декабря 2010 года появился на Комикете 79. Все альбомы вышли по лейблом Key Sounds Label, принадлежащим компании Key.

## Восприятие
С середины мая по середину июня 2010 года Kud Wafter имела первое место в списке японских компьютерных игр по числу предварительных заказов. В июне 2010 года ограниченное издание игры заняло первое место среди лидеров продаж компьютерных игр в Японии. К тому же в первой половине 2010 года продажи игры Kud Wafter стали самыми высокими относительно других компьютерных игр, выпущенных в Японии. В некоторых магазинах в Акихабаре, квартале токийского района Тиёда, к полуночи первого дня выпуска были проданы все копии Kud Wafter, что, как сообщается, не частое явление для Акихабары. Kud Wafter стала занимала второе место на Getchu.com, крупном распространителе визуальных романов и отечественной аниме-продукции, в течение месяца после выпуска, и 26 место в июле. Игра имеет девятое место по проданным копиям за первое полугодие 2010 года и 15 место за весь год. Продажи игры на PlayStation Portable составили 5 733 копии за первую неделю продаж. Обе версии игры для PSP и PS Vita были рассмотрены японским журналом Famitsu, который дал им общий балл в 27/40.